# Ancylis
Ancylis är ett släkte av fjärilar som beskrevs av Jacob Hübner 1825. Ancylis ingår i familjen vecklare.

## Dottertaxa tillAncylis, i alfabetisk ordning[1][2]
- Ancylis achatana
- Ancylis acrogypsa
- Ancylis albacostana
- Ancylis albafascia
- Ancylis albida
- Ancylis alpina
- Ancylis amblygona
- Ancylis amplimacula
- Ancylis ancorata
- Ancylis angulifasciana
- Ancylis anthophanes
- Ancylis apicana
- Ancylis apicella
- Ancylis arcitenens
- Ancylis argenticiliana
- Ancylis aromatias
- Ancylis badiana
- Ancylis bauhiniae
- Ancylis biarcuana
- Ancylis brauni
- Ancylis bucovinella
- Ancylis burgessiana
- Ancylis carbonana
- Ancylis carpalina
- Ancylis caudifer
- Ancylis celerata
- Ancylis charisema
- Ancylis coeneni
- Ancylis columbiana
- Ancylis cometana
- Ancylis comptana
- Ancylis comptanoides
- Ancylis conflexana
- Ancylis consobrinana
- Ancylis convergens
- Ancylis cordiae
- Ancylis cornifoliana
- Ancylis corylana
- Ancylis corylicolana
- Ancylis crenana
- Ancylis cuencana
- Ancylis curvana
- Ancylis cuspidana
- Ancylis cyanastoma
- Ancylis definitivana
- Ancylis dentana
- Ancylis derasana
- Ancylis diminutana
- Ancylis discigerana
- Ancylis discoferana
- Ancylis distortana
- Ancylis divisana
- Ancylis dubiana
- Ancylis enneametra
- Ancylis eupena
- Ancylis falcana
- Ancylis falcata
- Ancylis falsicoma
- Ancylis fergusoni
- Ancylis floridana
- Ancylis fluctigerana
- Ancylis forsterana
- Ancylis fragariae
- Ancylis furvescens
- Ancylis fuscociliana
- Ancylis galeamatana
- Ancylis geminana
- Ancylis glycyphaga
- Ancylis goodelliana
- Ancylis halisparta
- Ancylis harpana
- Ancylis hemicatharta
- Ancylis hylaea
- Ancylis incomptana
- Ancylis inornatana
- Ancylis intermediana
- Ancylis karafutonis
- Ancylis kenneli
- Ancylis kincaidiana
- Ancylis kurentzovi
- Ancylis laciniana
- Ancylis laetana
- Ancylis lamiana
- Ancylis lannemezanella
- Ancylis latipennis
- Ancylis leeana
- Ancylis leucophaleratana
- Ancylis litoris
- Ancylis loktini
- Ancylis lomholdti
- Ancylis lundana
- Ancylis lunosana
- Ancylis lutescens
- Ancylis lyellana
- Ancylis mandarinana
- Ancylis marcidana
- Ancylis marginepunctata
- Ancylis maritima
- Ancylis marmorana
- Ancylis mediofasciana
- Ancylis melanostigma
- Ancylis metamelana
- Ancylis minimana
- Ancylis mira
- Ancylis mitterbacheriana
- Ancylis monochroa
- Ancylis muricana
- Ancylis murtfeldtiana
- Ancylis myrtillana
- Ancylis natalana
- Ancylis nemorana
- Ancylis nomica
- Ancylis nubeculana
- Ancylis obtusana
- Ancylis ocellana
- Ancylis oculifera
- Ancylis oestobola
- Ancylis pacificana
- Ancylis paludana
- Ancylis panolbia
- Ancylis partitana
- Ancylis penkleriana
- Ancylis percnobathra
- Ancylis plagosana
- Ancylis platanana
- Ancylis plumbana
- Ancylis plumbata
- Ancylis pruni
- Ancylis pulchellana
- Ancylis ramana
- Ancylis ramella
- Ancylis repandana
- Ancylis rhacodyta
- Ancylis rhenana
- Ancylis rhodorana
- Ancylis rhusiana
- Ancylis rimosa
- Ancylis rostrifera
- Ancylis sativa
- Ancylis sculpta
- Ancylis sederana
- Ancylis selenana
- Ancylis semiovana
- Ancylis sepusiensis
- Ancylis shastensis
- Ancylis shepperdana
- Ancylis siculana
- Ancylis sierrae
- Ancylis similana
- Ancylis simuloides
- Ancylis sophroniella
- Ancylis sparulana
- Ancylis spinicola
- Ancylis spireaefoliana
- Ancylis stenampyx
- Ancylis stevenii
- Ancylis subaequana
- Ancylis subarcuana
- Ancylis subuncana
- Ancylis tenebrica
- Ancylis thalera
- Ancylis tineana
- Ancylis torontana
- Ancylis transienta
- Ancylis tumida
- Ancylis uncalana
- Ancylis uncana
- Ancylis uncella
- Ancylis unculana
- Ancylis unguicana
- Ancylis unguicella
- Ancylis unicolor
- Ancylis unicolorana
- Ancylis upupana
- Ancylis virididorsana